# Порсе
Порсе е река в Колумбия, която пресича град Меделин
През първите си стотина километра носи името Меделин и чак при навлизането си в община Барбоса приема името Порсе. Извира от високото плато Сан Мигел на 3100 m надморска височина. Реката се е превърнала в истински символ и ос за развитие на целия град. Даже схемата на метрото е планирана така че следва движението на реката и чак при навлизането си в централните части се отделя от нея.
Голям проблем на местните власти е силното замърсяване на реката. Само първите три километра от течението и не са замърсени. В края на 90-те години е построена пречиствателна станция. Строи се втора в горната част на течението ѝ. Към 2010 г. се очаква положението с водите ѝ чувствително да се подобри.
Влива се в река Нечѝ, която от своя страна се влива в Каука.